# آنا کمیناوا
آنا کمیناوا (انگلیسی: Ana Cheminava؛ زادهٔ ۱ فوریهٔ ۱۹۹۶) بازیکن فوتبال اهل گرجستان است.
وی همچنین در تیم ملی فوتبال Georgia بازی کرده‌است.